# Vaulx-en-Velin
Vaulx-en-Velin je severovzhodno predmestje Lyona in občina v vzhodnoosrednjem francoskem departmaju Rhône regije Rona-Alpe. Leta  2019 je naselje imelo več kot 52.000 prebivalcev.

## Geografija
Naselje je umeščeno med bregova reke Rone na severu in kanala Jonage na jugu, severovzhodno od Lyona; je njegovo peto največje predmestje. Občina meji na severu na Rillieux-la-Pape, Neyron in Miribel, na vzhodu na Décines-Charpieu, na jugu na Chassieu in Bron, na zahodu pa na Villeurbanne. Vzhodno od njega ležita naravna rezervata Miribel-Jonage in Grand-Large.

## Administracija
Vaulx-en-Velin je sedež istoimenskega kantona, vključenega v okrožje Lyon.

## Zgodovina
Naselbina se prvikrat omenja v letu 1225, prvotno pod nekdanjo provinco Daufinejo, leta 1349 pripojeno k francoski kroni. Med francosko revolucijo je bila občina priključena okrožju Vienne v departmaju Isère. 24. marca 1852 je bila dodeljena departmaju Rhône posledično zaradi širitve mestnega ozemlja Lyona (Grand Lyon).

## Pobratena mesta
- Artik (Armenija);